# World ov Worms
World ov Worms – pierwszy album studyjny norweskiej grupy blackened death metalowej Zyklon.

## Lista utworów
| Nr | Tytuł utworu                               | Słowa | Muzyka                                     | Długość |
| -- | ------------------------------------------ | ----- | ------------------------------------------ | ------- |
| 1. | „Hammer Revelation”                        | Faust | Samoth, Destructhor                        | 6:23    |
| 2. | „Deduced to Overkill”                      | Faust | Samoth, Destructhor                        | 3:17    |
| 3. | „Chaos Deathcult”                          | Faust | Samoth, Destructhor, Thorbjørn Akkerhaugen | 6:00    |
| 4. | „Storm Detonation”                         | Faust | Samoth, Destructhor                        | 4:42    |
| 5. | „Zycloned”                                 | Faust | Samoth, Trym                               | 5:24    |
| 6. | „Terrordrome”                              | Faust | Samoth, Destructhor                        | 3:59    |
| 7. | „Worm World”                               | Faust | Samoth, Destructhor                        | 4:15    |
| 8. | „Transcendental War - Battle between Gods” | Faust | Samoth, Destructhor                        | 7:19    |
|    |                                            |       |                                            | 41:19   |

## Twórcy
- Vidar "Daemon" Jensen – wokal
- Thor "Destructhor" Myhren – gitara prowadząca, gitara basowa
- Tomas "Samoth" Haugen – gitara, gitara basowa
- Trym "Trym" Torson – perkusja i programowanie
- Bård "Faust" Eithun – teksty